# Verdicchio

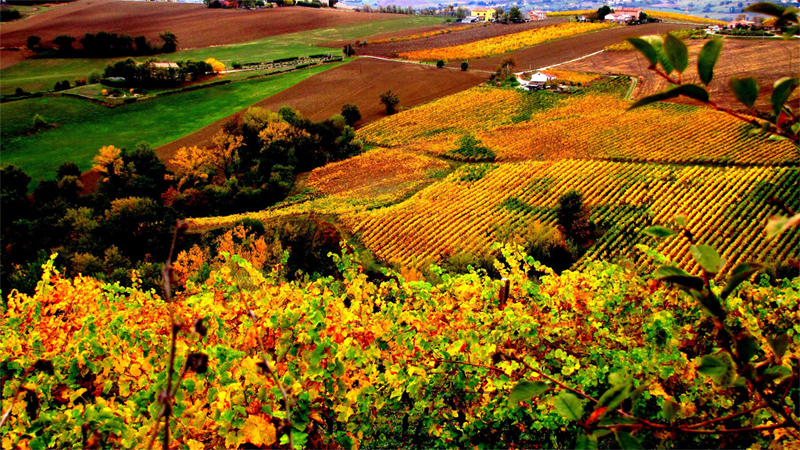
La zona di produzione vicino a Montecarotto.

Il Verdicchio Bianco è un vitigno a bacca bianca coltivato quasi esclusivamente nelle Marche. Si tratta di un vitigno piuttosto eclettico che viene utilizzato per produrre, generalmente in purezza, sia vini freschi e di pronta beva, sia vini molto strutturati e capaci di notevole longevità. È altresì utilizzato per produrre spumanti (sia metodi classici, sia Metodo Martinotti) e vini passiti.
Il nome verdicchio deriva chiaramente dal colore dell'acino, che mantiene evidenti sfumature di verde anche a piena maturazione.

## Storia
Il vitigno è considerato autoctono delle Marche: le prime testimonianze della sua coltivazione risalgono al XVI secolo.
La prima attestazione scritta nota del termine "Verdicchio" per indicare il vitigno si trova nel "Libro di agricoltura utilissimo", traduzione edita nel 1557 dallo spagnolo in lingua italiana effettuata da Mambrino Roseo da Fabriano del trattato di agricoltura di Gabriel Alonso de Herrera. Al secondo capitolo, il primo vitigno citato da Alonso de Herrera è il vitigno spagnolo "Torrontés". Invece nella traduzione italiana il traduttore fabrianese, utilizza il termine "Verdicchio".
Una attestazione di poco successiva appare in nell'opera "De naturali vinorum historia, de vinis Italiae e de conviviis antiquorum Libri VIII" di Andrea Bacci (Sant'Elpidio a Mare, 1524 - Roma, 1600) edita nel 1596, nel capitolo sulla descrizione dei vini piceni.
Il fatto che i due autori (Mambrino Roseo e Bacci) fossero marchigiani, indica come già nel XVI secolo il legame del vitigno col territorio marchigiano fosse da tempo consolidato.
Alla fine del XIX secolo, il Comitato centrale ampelografico dà alle stampe il libro "L'Ampelografia Italiana" (1879-1890), che rappresenta in tutto 28 vitigni italiani, compreso il Verdicchio bianco. Altri vitigni italiani rappresentati sono Grignolino, Barbera, Dolcetto, Sangioveto, Trebbiano, Prosecco, Raboso, Sommariello e Frappato di Vittoria.
Il Verdicchio viene ammesso nel Registro Nazionale delle Varietà di Vite il 25 maggio 1970.
Recentemente, l'analisi genetica ha evidenziato una parentela molto stretta tra il Verdicchio e il Trebbiano di Soave: si è dunque ipotizzato che il Verdicchio sia stato introdotto nelle Marche da coloni veneti, giunti alla fine del Quattrocento per ripopolare le campagne dopo un'epidemia di peste.

## Zone di coltivazione
Le principali zone di coltivazione sono quella dei castelli di Jesi in provincia di Ancona e quella di Matelica in provincia di Macerata, dove si producono gli omonimi vini DOC e DOCG. Il Verdicchio dei Castelli di Jesi tende a esibire un corpo minore rispetto al Verdicchio di Matelica, mentre quest'ultimo è in genere più dotato dal punto di vista olfattivo.
Il Verdicchio è diffuso anche in altre zone delle Marche, dell'Umbria e dell'Abruzzo: tuttavia, al di fuori delle zone suddette, il vitigno tende a perdere il suo nerbo e a volte a far emergere alcune caratteristiche negative.
In Veneto e Lombardia è conosciuto come Trebbiano di Soave, di Lugana oppure Turbiana.

## Caratteristiche morfologiche
- Germogliamento: in epoca quasi tardiva
- Fioritura: in epoca precoce
- Lignificazione: in epoca ordinaria
- Maturazione dell'uva: in III o IV epoca
- Inizio cambiamento colorazione e caduta delle foglie: in epoca ordinaria

## Attitudini enologiche
È un vitigno piuttosto duttile, adatto alle più diverse tecniche di allevamento e di vinificazione. Storicamente, il Verdicchio ha avuto una grande fortuna commerciale sin dagli anni sessanta, in una versione fresca e semplice, anche grazie a un'azzeccata campagna di marketing. Tuttavia, con una maggior cura in vigna e in cantina, il Verdicchio produce uve di altissima qualità: oggigiorno tutti i principali produttori vinificano versioni del verdicchio di qualità superiore, aventi grande struttura, buona spalla acida ed elevato tenore alcolico. Risultati eccellenti si sono ottenuti anche con le vendemmie tardive. Questi verdicchi evoluti presentano un'ampia gamma di profumi floreali e fruttati, e spesso marcate note minerali (particolarmente la pietra focaia). In bocca, è caratteristico il finale gradevolmente amarognolo.
Sia che venga vinificato in acciaio, sia che venga vinificato in legno, il Verdicchio ha il potenziale per produrre vini di grande longevità, superando anche i vent'anni, almeno nelle annate favorevoli. Concretamente, soltanto poche etichette sono capaci di sopportare un tale invecchiamento, anche perché la maggior parte delle cantine cerca di produrre vini immediatamente godibili.
Il Verdicchio si presta particolarmente bene anche alla produzione di spumanti naturali, sia con il metodo classico, sia con il metodo Martinotti. I primi esperimenti di spumantizzazione "alla maniera del vero champagne" sarebbero stati condotti a metà dell'Ottocento da Ubaldo Rosi. Si produce anche il Verdicchio passito, tipicamente più abboccato che dolce, anche in versione muffato.

## Sinonimi del Verdicchio
Verdicchio Bianco, Verdicchio Verde, Verdicchio Giallo, Trebbiano di Soave, Trebbiano di Lugana, Turbiana.